# Cynolebias microphthalmus
Cynolebias microphthalmus är en fiskart som beskrevs av Costa och Brasil, 1995. Cynolebias microphthalmus ingår i släktet Cynolebias och familjen Rivulidae. Inga underarter finns listade i Catalogue of Life.